# Poison the Well

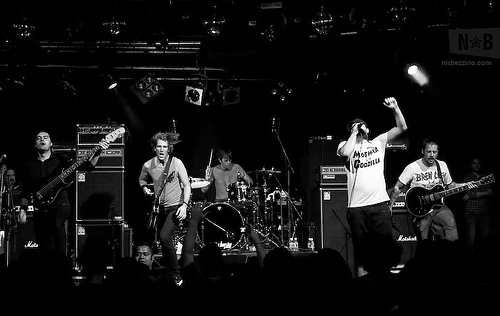
Poison the Well in 2008

Poison the Well is een hardcoreband uit Miami, Florida. Zeer opvallend aan hun muziek zijn de brute "emo-screams" van zanger Jeffrey Moreira die vaak voor melodieuze strofe's en refreinen zorgden.
Al sinds de beginjaren van Poison the Well hebben ze het moeilijk om hun bandleden bij elkaar te houden door vele ruzie's. Het zijn vooral de basspelers die weggaan. Poison the Well noemde in hun beginjaren An Acre Lost.

## Biografie

### Bandleden
- Jeffrey Moreira - Zang
- Ryan Primack - Gitaar
- Chris A. Hornbrook - Drums

### Voormalige Bandleden
- Derek Miller - Gitarist van 1997 tot september 2004
- Jason Boyer - Gitarist van eind 2004 tot augustus 2006
- Andrew Abramowitz - Bas
- Nick Shueman - Bas
- Geoff Bergman - Bas
- Mike Gordillo - Bas
- Jeronimo Gomez - Bas
- Alan Landsman - Bas
- Iano Dovi - Bas
- Jimmy Johnson - Bas
- Ben Brown - Bas

## Discografie
- Distance Only Makes The Heart Grow Fonder (GoodLife Records) (1998)
- The Opposite of December ... a Season of separation (Trustkill Records) (1999)
- Tear From the Red (Trustkill Records) (2001)
- You Come Before You (Atlantic Records) (2003)
- Versions (Ferret Music) (2007)
- I/III / II/III / III/III (Ferret Music) (2009)
- The Tropic Rot (Ferret Music) (2009)